# Chocolademuseum (Barcelona)
Het Chocolademuseum (Catalaans: Museu de la Xocolata) is een museum in de wijk Ciutat Vella in de Spaanse stad Barcelona. Het werd in 2000 opgericht naar aanleiding van een project van het banketbakkersgilde. Ze wilden de lokale chocoladetraditie promoten en de consumptie ervan stimuleren door het maken van chocoladefiguren. In het museum kan men meer te weten komen over de oorsprong van chocolade, hoe het in Europa terechtkwam en de verspreiding ervan, waarbij de nadruk wordt gelegd op de voedingswaarde en de geneeskrachtige en afroditische kenmerken.
Het museum bevat een groot aantal chocoladefiguren, zowel in de tijdelijke expositie als in de vaste collectie. Een van de belangrijkste werken is een replica van de Pietà van Michelangelo die al meer dan 30 jaar oud is, de wagen van Ben Hur en de gorilla Sneeuwvlokje, een chocoladefiguur van 30 kilo. In de zaal voor tijdelijke exposities organiseert het museum elk jaar een internationale chocoladefigurenwedstrijd voor professionals. Ieder jaar is er een ander thema, zoals het Jaar van Dalí, het Jaar van Gaudí en het Jaar van de Astronomie. Deze wedstrijden zorgen voor de jaarlijkse vernieuwing van de tijdelijke expositie.
Het chocolademuseum is gevestigd in het voormalig klooster Sant Agusí Vell (gebouwd tussen 14e en 15e eeuw).
Sinds 1492 speelt chocolade een rol in de sociale en economische structuur van Barcelona. De haven van Barcelona was een belangrijk distributiekanaal voor chocolade en cacao door heel Europa.